# ESC Dresden
Der Eissportclub Dresden (kurz: ESC Dresden, ESCD) ist ein Eishockeyverein aus Dresden. Er entstand 1989/90 als Wintersportverein, in dem neben Eishockey die Abteilungen Eiskunstlauf, Eisschnelllauf und Shorttrack bestanden, deren Mitglieder in der Folge jedoch eigene Vereine gründeten. Der ESC Dresden ist heute der Stammverein der Dresdner Eislöwen (DEL2) und der Para-Eishockey-Mannschaft Dresdner Eislöwen Sledge.

## Geschichte
Der ESC Dresden wurde 1989 bereits vorm Mauerfall gegründet. In Auswertung der Olympischen Winterspiele 1988 hatte der DTSB zuvor beschlossen, die Wintersportarten aus den Sportclubs des DDR-Sportsystems herauszutrennen und in eigene Clubs zu überführen. Auf diese Weise war damals unter anderem der ESC Erfurt aus dem SC Turbine Erfurt entstanden. In Dresden schlossen sich die im SC Einheit Dresden angesiedelten Sektionen Eiskunst- und Eisschnelllauf zum ESC Dresden zusammen, der am 28. April 1990 – diesen Tag betrachtet der Verein als sein Gründungsdatum – ins Vereinsregister eingetragen wurde. In Anlehnung an den STHC Blau-Weiß Dresden wurden blau und weiß die Vereinsfarben. Ebenfalls im April 1990 gründete sich beim ESC auch eine Abteilung Eishockey. Seit der Gründung eigener Vereine durch die Eiskunstläufer (1999) sowie die Eisschnellläufer und Shorttracker (2001) ist Eishockey die Hauptsportart im ESC Dresden.

## Sportarten und Abteilungen

### Eishockey
Die Eishockey-Abteilung hatte bis 1960 der HSG Wissenschaft TH Dresden, anschließend bis 1970 dem SC Einheit Dresden und später der BSG Verkehrsbetriebe Dresden (ab 1984 BSG Kraftverkehr Dresden) angehört. Im April 1990 wechselten deren Spieler in den neuen ESC Dresden.
Neben der Seniorenmannschaft, die der Sachsenliga angehörte, waren in den 1990er Jahren weitere Senioren-, Hobby- und Nachwuchsmannschaften im Verein organisiert. Im Jahr 1997 verließ die damalige 1c-Mannschaft den Verein und gründete den EHV Dresden „The Devils“, der zunächst in der Landesliga Sachsen startete und heute der Sachsenliga angehört. Im Rahmen der Aufnahme des ESC Dresden in die Oberliga wurde eine Spielbetriebsgesellschaft, die ESCD „Dresdner Eislöwen“ GmbH, gegründet, die sich um alle Belange der Profi-Mannschaft kümmerte. Aufgrund massiver finanzieller Probleme ging die Eislöwen-Betriebsgesellschaft am 4. Januar 2001 in Insolvenz. Das führte zur Abspaltung der Nachwuchsmannschaften vom Stammverein und zur Gründung des EHC „Neue Eislöwen“ Dresden. Kurze Zeit später wurde die Betriebsgesellschaft ESCD Dresden mbH gegründet, die seither den Spielbetrieb der ersten Mannschaft organisiert und finanziert. Nach einer vertraglichen Vereinbarung zwischen EHC und ESC vom Januar 2008 traten alle Nachwuchsspieler zum 1. Mai 2008 wieder in den ESC Dresden über.
Heute gehören die Abteilungen Para-Eishockey (Dresdner Eislöwen Sledge in der Deutschen Para-Eishockey Liga), Alte Herren/Traditionsteam, Nachwuchs/Amateure und Fans/Sponsoren zum Verein. Der Eissportclub Dresden ist Mehrheitsgesellschafter nach Stimmanteilen der Betriebsgesellschaft ESCD Dresden mbH und mit dieser durch einen Kooperationsvertrag verbunden. Der ESC Dresden hatte 2011 insgesamt 487 Mitglieder.

### Ehemalige Abteilungen

#### Eiskunstlauf
Die Abteilung Eiskunstlauf des ESC Dresden, der unter anderem die Trainerin Ingrid Lehmann und die erfolgreiche Eiskunstläuferin Evelyn Großmann angehörten, machte sich am 18. Januar 1999 als Dresdner Eislauf-Club selbstständig. Die Abteilung war aus der Sektion Eiskunstlauf des SC Einheit Dresden hervorgegangen, die wiederum im Frühjahr 1962 entstanden war, als sich Eiskunstläufer der BSG Post Dresden dem SC Einheit angeschlossen hatten.

#### Eisschnelllauf und Shorttrack
Die Eisschnelllauf-Abteilung wurde im November 1970 als Sektion Eisschnelllauf des SC Einheit Dresden gegründet. Am 6. April 2001 machte sich dieser Bereich des ESC Dresden mit seinen zwei Abteilungen Eisschnelllauf und Shorttrack als Eislauf-Verein Dresden selbstständig. Bekannte Eisschnellläufer des Vereins waren Jens Boden und Christa Luding-Rothenburger. Letztere wurde in ihrer Zeit beim ESC deutsche Einzelmeisterin über 500 und 1000 Meter (jeweils 1991). Zudem holte sie 1992 bei den Olympischen Winterspielen in Albertville über 500 Meter sowie bei der Sprint-WM in Oslo im Mehrkampf (bestplatzierte deutsche Eisschnellläuferin dieser WM) zum Abschluss ihrer Karriere jeweils einmal Bronze.
Als Shorttrackerin des ESC Dresden erfolgreich war Yvonne Kunze, die bei den Shorttrack-Europameisterschaften 1998 in Budapest (mit der Staffel) und 2000 in Bormio (über 1000 Meter) jeweils die Bronzemedaille errang. Dem Shorttrack-Nachwuchs des ESCD entstammen unter anderem Sebastian Praus, Robert Seifert, Bianca Walter und Christin Priebst.